# Åke Tjeder
Åke Torleif Tjeder, född 14 juli 1925 i Kotka, död 13 januari 2000 i Helsingfors, var en finländsk företagsledare.
Tjeder blev diplomekonom 1948. Han anställdes 1955 vid Oy Artek Ab och var 1958–1990 verkställande direktör för företaget. Han var även 1960–1961 VD för Oy Finnish Design Center Ab och blev 1982 direktionsordförande för Konstflitföreningen i Finland.